# Mechanus (plano)
En Dungeons & Dragons, un juego de rol de fantasía heroica, el nirvana de mecanismos de Mechanus es un plano de existencia de alineamiento legal que forma parte de la cosmología estándar utilizada en los escenarios de campaña Planescape y Falcongris.
Mechanus es el plano del orden absoluto, donde las almas de alineamiento legal neutral reposan después de la muerte. Mechanus opera siguiendo una estricta agenda en la que cada acción es planeada y controlada perfectamente.
A través de Mechanus existe una serie de engranajes interconectados que flotan en el espacio, intersecándose en todas direcciones. Muchos de los engranajes son gigantes, extendiéndose muchos kilómetros y rotando tan lentamente que el movimiento es indetectable. Engranajes más pequeños giran a velocidades mucho mayores, pero no presentan fuerza centrípeta alguna, excepto en los bordes.
Mechanus limita con el campo de batalla infernal de Aqueronte y los reinos pacíficos de Arcadia, y en algunos puntos es posible viajar a ellos.
- Datos: Q6008260